# Майський (Амурська область)
Майський (рос. Майский) — селище у Мазановському районі Амурської області Російської Федерації. Розташоване на території українського історичного та етнічного краю Зелений Клин.
Входить до складу муніципального утворення Майська сільрада. Населення становить 84 особи (2018).

## Історія
З січня 1926 року входить до складу Мазановського району, який згідно з постановою Президії Далькрайвиконкому від 20 березня 1931 був районом часткової українізації, у якому мало бути забезпечено обслуговування українського населення його рідною мовою шляхом створення спеціальних перекладових бюро при виконкомі та господарських організаціях.
З 20 жовтня 1932 року входить до складу новоутвореної Амурської області.
З 1 січня 2006 року входить до складу муніципального утворення Майська сільрада.

## Населення
| 1939 | 1959  | 1970 | 1979 | 1989 | 2002 | 2010 |
| ---- | ----- | ---- | ---- | ---- | ---- | ---- |
| 665  | ↗1730 | ↘811 | ↘430 | ↘240 | ↘42  | ↗134 |
| 2012 | 2013  | 2014 | 2015 | 2016 | 2017 | 2018 |
| ↘125 | ↘102  | ↘95  | ↘92  | ↘84  | ↗85  | ↘84  |